# Alex Partexano
Alessandro Partexano, detto Alex (Siracusa, 16 novembre 1955), è un attore italiano.

## Biografia
Inizia la carriera nei tardi anni settanta in ruoli secondari, che vanno dal camorrista (in Napoli... serenata calibro 9 e Napoli... la camorra sfida, la città risponde accanto a Mario Merola) al poliziotto, dal cameriere al sacerdote. Dal 2002 al 2008 ha interpretato il brigadiere Antonio Mura nella serie televisiva Carabinieri.

## Filmografia

### Cinema
- Interno di un convento, regia di Walerian Borowczyk (1978)
- Napoli... serenata calibro 9, regia di Alfonso Brescia (1978)
- Le vacanze intelligenti, episodio di Dove vai in vacanza?, regia di Alberto Sordi (1978)
- Napoli... la camorra sfida, la città risponde, regia di Alfonso Brescia (1979)
- Con la zia non è peccato, regia di Giuseppe Pulieri (1980)
- Carcerato, regia di Alfonso Brescia (1981)
- E la nave va, regia di Federico Fellini (1983)
- Zeder, regia di Pupi Avati (1983)
- Impiegati, regia di Pupi Avati (1985)
- La vera storia della rivoluzione francese (Liberté, égalité, choucroute), regia di Jean Yanne (1985)
- Tutta colpa del paradiso, regia di Francesco Nuti (1985)
- Il tenente dei carabinieri, regia di Maurizio Ponzi (1986)
- Puro cashmere, regia di Biagio Proietti (1986)
- Diavolo in corpo, regia di Marco Bellocchio (1986)
- Da grande, regia di Franco Amurri (1987)
- Stregati, regia di Francesco Nuti (1986)
- Donne con le gonne, regia di Francesco Nuti (1991)
- Gole ruggenti, regia di Pier Francesco Pingitore (1992)
- Mollo tutto, regia di José María Sánchez (1995)
- Vite strozzate, regia di Ricky Tognazzi (1996)
- Camere da letto, regia di Simona Izzo (1997)
- Tutti giù per terra, regia di Davide Ferrario (1997)
- Il signor Quindicipalle, regia di Francesco Nuti (1998)
- Dio c'è, regia di Alfredo Arciero (1998)
- Sos Laribiancos - I dimenticati, regia di Piero Livi (2001)
- Il principe abusivo, regia di Alessandro Siani (2013)

### Televisione
- Dio vede e provvede – serie TV, episodi 1x01, 1x04 (1996)
- Ladri si nasce, regia di Pier Francesco Pingitore – film TV (1997)
- Ladri si diventa, regia di Fabio Luigi Lionello – film TV (1998)
- Leo e Beo, regia di Rossella Izzo – miniserie TV (1998)
- Tre stelle, regia di Pier Francesco Pingitore – miniserie TV (1999)
- Villa Ada, regia di Pier Francesco Pingitore – film TV (1999)
- La casa delle beffe, regia di Pier Francesco Pingitore – miniserie TV (2000)
- Don Matteo – serie TV, episodio 3x10 (2002)
- La palestra, regia di Pier Francesco Pingitore – film TV (2003)
- Carabinieri – serie TV, 60 episodi (2002-2008)
- Al di là del lago – serie TV, episodio 1x01 (2010)
- Un medico in famiglia – serie TV, episodi 7x03, 7x11 (2011)